# Mai Ball – Fussball ist sexy!
Mai Ball – Fussball ist sexy! (jap. マイぼーる!, Mai Bōru!) ist eine Manga-Serie von Sora Inoue über Frauenfußball, die seit 2012 in Japan erscheint.

## Handlung
Mai Miyano (宮野 舞) ist die Tochter einer Familie, welche ein Badehaus besitzt. Sie liebt ihren Kindheitsfreund Kunimitsu Hasuga (蓮賀 国光), den Fußballstar ihrer Schule, dessen Trainingspartner sie von klein an war. Dieser ist später im U18-Team Japans. Durch das Training mit ihm hat sie, obwohl sie selbst nicht besonders an Fußball interessiert, Techniken erlernt, weswegen sie von Reika Hakurai (舶来 レイカ) angeworben wird für das Mädchenfußballteam der Schule zu spielen. Sie wird die Mittelstürmerin des Mädchen FC von Kijiyama-Nord. Mai hat jedoch starkes Lampenfieber.
Beide gehen auf die Kijiyama-Nord-Oberschule, welche einst eine reine Jungenschule war und heute auch Mädchen zulässt. 
Rinka Aomi wird Torwärterin und ist masochistisch veranlagt. Mais Freundin Konori, wird zur Team-Managerin. Kijiyama-Süd wird ihr stärkster Konkurrent und gewinnt im ersten Jahr die Meisterschaft. Im folgenden Jahr gewinnt Mai mit ihrer Mannschaft diesen Pokal. 
Der Manga hat einige Teile Fanservice, in ihm finden sich die drei Themen „Fußball, Erotik und Humor“, weshalb er eine Leseempfehlung von 16 Jahren hat. Es finden sich Fußballtechniken wie die "Cruyff-Wende", nach Johan Cruyff benannt, als Technik, um Gegner abzuschütteln. Oder auch der Panenka-Elfmeter, benannt nach Antonín Panenka. 

## Veröffentlichung
Der Manga von Sora Inoue erschien ab Ausgabe 15/2012 (27. Juli 2012) in Hakusenshas Seinen-Manga-Magazin Young Animal. Sie Serie wurde im Juni 2018 abgeschlossen und in 16 Sammelbänden (Tankōbon) zusammengefasst. 
In Deutschland wurde das Werk von Panini Comics lizenziert, die ihn ab dem 18. August 2015 als Mai Ball – Fussball ist sexy! veröffentlichten: Ab der 12. Ausgabe wurden 2 Bände (12. und 13. Band) zusammengefasst. Im Juni 2020 erschien der 16. und letzte Band (hierbei sind gleich drei Bände zusammengefasst worden- 14., 15. und 16. Band). 
- Band 1: ISBN 978-3-95798-531-6, 18. August 2015
- Band 2: ISBN 978-3-95798-532-3, 16. November 2015
- Band 3: ISBN 978-3-95798-629-0, 26. Januar 2016
- Band 4: ISBN 978-3-95798-686-3, 21. März 2016
- Band 5: ISBN 978-3-95798-687-0, 24. Mai 2016
- Band 6: ISBN 978-3-95798-887-4, 22. August 2016
- Band 7: ISBN 978-3-95798-887-4, 23. Januar 2017
- Band 8: ISBN 978-3-74160-227-6, 22. Mai 2017
- Band 9: ISBN 978-3-74160-349-5, 13. November 2017
- Band 10: ISBN 978-3-74160-622-9, 12. Mai 2018
- Band 11: ISBN 978-3-74160-887-2, 19. November 2018
- Band 12: ISBN 978-3-74161-221-3, 23. Juli 2019
- Band 13: ISBN 978-3-7416-1751-5, 23. Juni 2020